# هان فيشر
هان فيشر هي مغنية وموسيقية ومغنية أوبرا دنماركية، ولدت في 3 مارس 1966.